# Star Trek: Strange New Worlds (2.ª temporada)
A segunda temporada de Star Trek: Strange New Worlds, uma série de televisão estadunidense do gênero de ficção científica, se passa no século XXIII e acompanha as aventuras da nave estelar USS Enterprise enquanto realiza missões pela galáxia uma década antes de Star Trek: The Original Series. Strange New Worlds foi criada por Akiva Goldsman, Alex Kurtzman e Jenny Lumet, sendo estrelada por Anson Mount, Ethan Peck e Rebecca Romijin como Christopher Pike, Spock e Una Chin-Riley, respectivamente. Jess Bush, Christina Chong, Celia Rose Gooding, Melissa Navia e Babs Olusanmokun completam o elenco principal. 
Uma segunda temporada para Strange New Worlds foi confirmada em janeiro de 2022, com os trabalhos nos roteiros tendo começado antes mesmo da primeira temporada ter ido ao ar. Akiva Goldsman e Henry Alonso Myers retornaram na capacidade de showrunners. A temporada manteve a estrutura episódica da primeira, inspirada por sua vez em The Original Series, com o objetivo da equipe de produção sendo novamente que cada episódio tivesse gêneros e tons diferentes. Linha narrativas iniciadas na primeira temporada foram retomadas na segunda. Novos cenários foram criados para a Enterprise, incluindo um bar e laboratório de ciências.
As filmagens ocorreram entre fevereiro e julho de 2022 nos estúdios da CBS em Mississauga no Canadá, fazendo grande uso de um cenário virtual cercado por painéis de LED assim como tinha acontecido na primeira temporada. Filmagens em locações ocorreram ao redor da província de Ontário, incluindo várias na cidade de Toronto. Um crossover com a série de animação Star Trek: Lower Decks ocorreu no sétimo episódio, com os dubladores da série interpretando seus personagens em live-action. O penúltimo episódio foi o primeiro musical da franquia Star Trek, exigindo semanas extras de preparação para planejamento das coreografias.
A temporada estreou em 15 de junho de 2023 no serviço de streaming Paramount+ e exibiu seus dez episódios quase semanalmente até 10 de agosto, com a exibição antecipada do episódio "Those Old Scientists" fazendo com que a exibição terminasse uma semana antes do que o planejado. Foi estimado que sua audiência e demanda popular foram grandes. As avaliações dos críticos foram positivas, que novamente elogiaram o modo como a série se assemelhava à atmosfera de The Original Series. A temporada foi indicada a vários prêmios, incluindo um Primetime Emmy Award, também aparecendo em várias listas de melhores do ano.

## Episódios
| Nº geral | Nº temp. | Título                               | Dirigido por    | Escrito por                         | Exibição             |
| --- | -------- | ------------------------------------ | --------------- | ----------------------------------- | -------------------- |
| 11 | 1        | "The Broken Circle"                  | Chris Fisher    | Henry Alonso Myers & Akiva Goldsman | 15 de junho de 2023  |
| A USS Enterprise está em reparos sob a supervisão da engenheira comandante Pelia quando recebe um pedido de socorro da chefe de segurança tenente La'An Noonien-Singh, que está no planeta minerador Cajitar IV. A primeira oficial tenente-comandante Una Chin-Riley está presa e o capitão Christopher Pike está procurando um advogado para ela, assim o oficial de ciências tenente Spock decide desobedecer ordens e roubar a Enterprise. A tripulação encontra La'An em Cajitar IV e ela explica que uma cabala de ex-oficiais da Frota Estelar e soldados klingons estão planejando reiniciar a guerra entre os klingons e a Federação dos Planetas Unidos. O oficial médico chefe doutor Joseph M'Benga e a enfermeira Christine Chapel são capturados e levados para uma nave construída de partes de outras naves da Frota Estelar. A cabala planeja usar essa nave para atacar uma nave klingon e culpar a Frota Estelar. M'Benga e Chapel escapam de seus captores e são resgatados assim que Spock ordena a destruição da nave. O almirante Robert April repreende Spock por suas ações, mas em particular fica feliz que uma guerra com os klingons foi evitada devido a ameaça iminente dos gorn.            |          |                                      |                 |                                     |                      |
| 12 | 2        | "Ad Astra per Aspera"                | Valerie Weiss   | Dana Horgan                         | 22 de junho de 2023  |
| Pike recruta a advogada de direitos civis iliriana Neera Ketoul como a advogada de defesa de Chin-Riley. A acusação, realizada pela capitã Marie Batel, namorada de Pike, argumenta que Chin-Riley violou as leis contra engenharia genética da Federação ao esconder sua verdadeira natureza como uma iliriana geneticamente modificada. Ketoul por sua vez argumenta que a lei é injusta e aplicada inconsistentemente, salientando que April violou a Primeira Diretriz repetidas vezes quando ele acreditava que era a coisa certa a se fazer. La'An investiga como a Frota Estelar soube da natureza de Chin-Riley, ficando preocupada que a informação foi adquirida ilegalmente de seus diários pessoais. Chin-Riley testemunha sobre a opressão e marginalização que ilirianos enfrentavam em sua infância, explicando que entrou na Frota Estelar por acreditar que ela celebrava a diversidade, também revelando que passou suas informações genéticas para a Frota Estelar assim que foram descobertas pela tripulação. Ketoul argumenta que pode ser considerado que Chin-Riley estava buscando asilo quando entrou na Frota Estelar, com os juízes aceitando essa interpretação e a inocentando das acusações. |          |                                      |                 |                                     |                      |
| 13 | 3        | "Tomorrow and Tomorrow and Tomorrow" | Amanda Row      | David Reed                          | 29 de junho de 2023  |
| Um homem ferido misterioso aparece na Enterprise, entrega um dispositivo de viagem no tempo para La'An e morre. Ela descobre que foi parar em uma linha do tempo alternativa em que a Terra foi arrasada por guerras e a Enterprise é comandada pelo capitão James T. Kirk. O dispositivo transporta os dois para Toronto na década de 2020, com eles formando um laço romântico. Eles procuram o ponto de divergência que causou a linha do tempo alternativo com a ajuda de uma Pelia mais jovem, descobrindo um laboratório eugênico em que um jovem Khan Noonien Singh está vivendo. Uma viajante no tempo romulana chamada Sera planeja mudar a história humana ao matar Khan e assim impedir as Guerras Eugênicas, impedindo a humanidade de seguir um caminho que levará a união e à Federação. Sera mata Kirk, mas por sua vez é morta por La'An, salvando Khan. Ela retorna para a Enterprise de sua própria linha do tempo e é visitada por uma investigadora temporal do futuro, colega do homem misterioso, que confisca o dispositivo de viagem no tempo e faz La'An jurar manter segredo sobre o ocorrido. La'An entra em contato com o Kirk de sua linha do tempo, mas ele não sabe quem ela é.              |          |                                      |                 |                                     |                      |
| 14 | 4        | "Among the Lotus Eaters"             | Eduardo Sánchez | Kirsten Beyer & Davy Perez          | 6 de julho de 2023   |
| Pike chateia Batel ao sugerir que o relacionamento dos dois prejudicou a carreira dela. A Enterprise vai para Rigel VII, planeta de uma missão anterior fracassada. Asteroides ao redor emitem uma radiação que faz com que as pessoas esqueçam quem são. Pike, La'An e M'Benga descobrem que Zac Nguyen, um ordenança que acreditava-se ter morrido na missão anterior, se tornou um governante despótico. Ele força trabalhadores a perderem suas memórias toda noite enquanto ele próprio e seus guardas não. A equipe avançada perde suas memórias e viram trabalhadores. Eles ouvem uma lenda que suas memórias são guardadas no castelo de Nguyen, assim Pike derrota Nguyen e descobre que na verdade o castelo bloqueia a radiação. A tripulação da Enterprise também perde suas memórias, mas a pilota tenente Erica Ortegas descobre com o computador da nave qual é seu trabalho e pilota a Enterprise instintivamente para longe dos asteroides. A equipe avançada recupera suas memórias e volta para a nave. O asteroide emissor da radiação é removido da órbita do planeta, liberando Rigel VII e restaurando as memórias dos trabalhadores. Pike se desculpa com Batel e eles retomam seu relacionamento.  |          |                                      |                 |                                     |                      |
| 15 | 5        | "Charades"                           | Jordan Canning  | Kathryn Lyn & Henry Alonso Myers    | 13 de julho de 2023  |
| Spock e Chapel são quase mortos quando encontram um portal criado por uma espécie de seres de outra dimensão, os kerkohvianos, que curam Chapel mas acidentalmente transformam Spock, um meio humano e meio vulcano, em um humano completo. Isto acontece enquanto ele estava se preparando para um ritual de noivado com sua noiva vulcana T'Pring e os preconceituosos pais desta, T'Pril e Sevek. Amanda Grayson, a mãe humana de Spock, vai para a Enterprise a fim de ajudá-lo a se preparar. Spock não revela sua condição para T'Pring por não querer preocupá-la, pedindo ajuda para a tripulação para disfarçá-lo de vulcano e enrolar o ritual até que uma cura seja encontrada. Chapel confessa seus sentimentos por Spock aos kerkohvianos e os convence a reverter o processo. Spock consegue completar o ritual, que termina com ele estabelecendo uma conexão telepática com sua mãe que mostra como é difícil para um humano amar um vulcano. Spock revela o ardil para acusar T'Pril de intolerância. T'Pring fica ofendida que Spock escondeu sua condição dela e decide pausar o relacionamento dos dois. Spock admite que também tem sentimentos por Chapel e os dois se beijam.                        |          |                                      |                 |                                     |                      |
| 16 | 6        | "Lost in Translation"                | Dan Liu         | Onitra Johnson & David Reed         | 20 de julho de 2023  |
| A Enterprise se junta à USS Farragut para consertarem uma refinaria de deutério. A alferes Nyota Uhura começa a sofrer alucinações de barulhos estranhos e imagens assustadoras, incluindo a morte de seus pais e de Hemmer, ex-engenheiro chefe da Enterprise. Pelia descobre que a refinaria foi sabotada. É descoberto que o responsável pela sabotagem é o tenente Saul Ramon, que está sofrendo de sintomas semelhantes aos de Uhura. Ramon tenta sabotar a Enterprise, mas é seguido por Uhura. Kirk, de visita da Farragut, a resgata antes de Ramon morrer em uma explosão. Uhura conta sobre suas alucinações a Kirk e ele a ajuda perceber que precisa enfrentar seu luto pela morte de seus pais e Hemmer. Ela, com a ajuda de Kirk e do irmão deste Samuel Kirk, um xenoantropologista, percebe que as alucinações são mensagens de alienígenas que vivem no deutério e estão sendo mortos pela refinaria. Uhura conta sua teoria para Pike e ele ordena que a refinaria seja destruída. Uhura depois apresenta Kirk para Spock. |          |                                      |                 |                                     |                      |
| 17 | 7        | "Those Old Scientists"               | Jonathan Frakes | Kathryn Lyn & Bill Wolkoff          | 22 de julho de 2023  |
| No século XXIV, o alferes Brad Boimler da USS Cerritos e seus companheiros são designados para investigarem um antigo portal. Este funciona a base da rara substância honório e acaba enviando Boimler 120 anos para o passado. Ele é levado para a Enterprise e tem dificuldades em conter sua animação em conhecer seus heróis, acidentalmente revelando informações sobre o futuro. O portal é roubado por piratas orions e Pike troca grãos para recuperá-lo. Eles tentam retornar Boimler para o futuro com o honório restante, mas a alferes Beckett Mariner atravessa o portal para o passado em uma tentativa de resgatá-lo. Spock e Boimler fracassam em sintetizar honório enquanto Uhura e Mariner tentam traduzir as inscrições do portal. Boimler percebe que honório do casco da predecessora Enterprise foi incorporado nesta Enterprise. Eles usam isto para enviarem Boimler e Mariner de volta ao futuro, com os orions concordando em aceitar crédito pela descoberta do portal em troca de deixarem a Enterprise seguir seu caminho em paz. |          |                                      |                 |                                     |                      |
| 18 | 8        | "Under the Cloak of War"             | Jeffrey W. Byrd | Davy Perez                          | 27 de julho de 2023  |
| A Enterprise recebe o embaixador Dak'Rah, um ex-general klingon que deserdou para a Federação e que anos antes supostamente matou seus próprios oficiais quando descobriu que tinham recebido ordens de atacar civis durante uma batalha no satélite natural de J'Gal. Veteranos da guerra entre os klingons e a Federação, incluindo Ortegas, M'Benga e Chapel, ficam desconfortáveis com sua presença na nave. M'Benga e Chapel especificamente tinham servido em um hospital de campo em J'Gal e testemunharam em primeira mão a brutalidade dos klingons sob o comando de Dak'Rah. Este convida M'Benga para se junta à sua campanha de paz, citando o poder simbólico da parceria entre dois homens que serviram em lados opostos em J'Gal, também oferecendo ajudar M'Benga a superar o trauma de sua experiência. Este rejeita a oferta e revela que sabe que foi Dak'Rah que ordenou o ataque contra os civis. M'Benga foi quem realmente matou os oficiais klingon cujas mortes Dak'Rah tomou o crédito. Os dois brigam e M'Benga mata Dak'Rah com a mesma adaga que usou para matar os oficiais em J'Gal. Ele conta a Pike que não tinha a intenção de matar Dak'Rah, mas não se arrepende do fato.               |          |                                      |                 |                                     |                      |
| 19 | 9        | "Subspace Rhapsody"                  | Dermott Downs   | Dana Horgan & Bill Wolkoff          | 3 de agosto de 2023. |
| Durante experimentos de comunicação, Uhura transmite música para uma misteriosa anomalia subespacial. Esta produz um "campo de improbabilidade" que faz com que a tripulação da Enterprise cante sobre seus sentimentos. Pike briga com Batel em música na frente da tripulação. Chapel consegue ser aceita em um curso de prestígio e canta sobre priorizar isto em vez de seu relacionamento com Spock. La'An confessa seus sentimentos para Kirk antes que uma música a force a fazer isso, mas ele revela que já esta em um relacionamento. Klingons afetados pelo campo de improbabilidade planejam destruir a anomalia, mas experimentos revelam que terá um efeito catastrófico para a vizinhança. Uhura determina que um grande número final irá proporcionar energia suficiente para fechar o campo de improbabilidade, encorajando todos os tripulantes a cantarem juntos sobre a satisfação que sentem ao trabalharem juntos explorando o espaço. Isto é o suficiente e o campo de improbabilidade se dissipa ao final da canção. |          |                                      |                 |                                     |                      |
| 20 | 10       | "Hegemony"                           | Maja Vrvilo     | Henry Alonso Myers                  | 10 de agosto de 2023 |
| A USS Cayuga, a nave de Batel, é emboscada pelos gorn enquanto reabastecia uma colônia humana em Parnassus Beta. Chapel estava a bordo da Cayuga à caminho de seu curso, sobrevivendo ao ataque. A Enterprise encontra os destroços da Cayuga e um dispositivo gorn barrando comunicações e transporte. Pike recebe ordens de não invadir território reivindicado pelos gorn, mas ele secretamente vai para a superfície com Ortegas, La'An, M'Benga e Samuel Kirk. Eles encontram Batel e outros sobreviventes, incluindo o engenheiro tenente Montgomery Scott, que conseguiu construir um dispositivo de camuflagem para se esconder dos gorn. Pike descobre que Batel foi infectada com ovos gorn. Uhura e Pelia sugerem desorbitar os destroços da seção do disco da Cayuga para destruir o dispositivo gorn, com Spock colocando propulsores nos destroços e salvando Chapel. O dispositivo é destruído e a Enterprise consegue resgatar Pike, Scott e Batel, com esta última sendo colocada em estase para impedir o crescimento dos ovos. Entretanto, La'An, M'Benga, Ortegas, Kirk e os outros sobreviventes são capturados e Pike precisa decidir entre seguir suas ordens de recuar ou ir resgatá-los.           |          |                                      |                 |                                     |                      |

## Elenco
| - Anson Mount como Christopher Pike - Ethan Peck como Spock - Jess Bush como Christine Chapel - Christina Chong como La'An Noonien-Singh - Celia Rose Gooding como Nyota Uhura - Melissa Navia como Erica Ortegas - Babs Olusanmokun como Joseph M'Benga - Rebecca Romijn como Una Chin-Riley | - Adrian Holmes como Robert April - Carol Kane como Pelia - Melanie Scrofano como Marie Batel - Paul Wesley como James T. Kirk - Dan Jeannotte como Samuel Kirk - Bruce Horak como Hemmer e Garkog | - Yetide Badaki como Neera Ketoul - Mia Kirshner como Amanda Grayson - Gia Sandhu como T'Pring - Tawny Newsome como Beckett Mariner - Jack Quaid como Brad Boimler - Noël Wells como D'Vana Tendi - Eugene Cordero como Sam Rutherford - Jerry O'Connell como Jack Ransom - Clint Howard como Buck Martinez - Martin Quinn como Montgomery Scott |

## Produção

### Desenvolvimento
Star Trek: Strange New Worlds é uma série de televisão derivada de Star Trek: Discovery. O produtor executivo Alex Kurtzman afirmou no começo do desenvolvimento que não queria que ela fosse uma minissérie, falando que ela poderia explorar os sete anos entre a segunda temporada de Discovery e o acidente que fere seriamente o capitão Christopher Pike em Star Trek: The Original Series. Foi relatado em novembro de 2021 que uma segunda temporada de Strange New Worlds começaria sua produção em fevereiro de 2022. O diretor Jonathan Frakes confirmou uma segunda temporada um mês depois, com a Paramount+ a anunciando oficialmente em janeiro de 2022. O primeiro episódio é dedicado a Nichelle Nichols, a atriz que originalmente interpretou Nyota Uhura em The Original Series e seis filmes. Nichols tinha morrido em julho de 2022.

### Roteiros

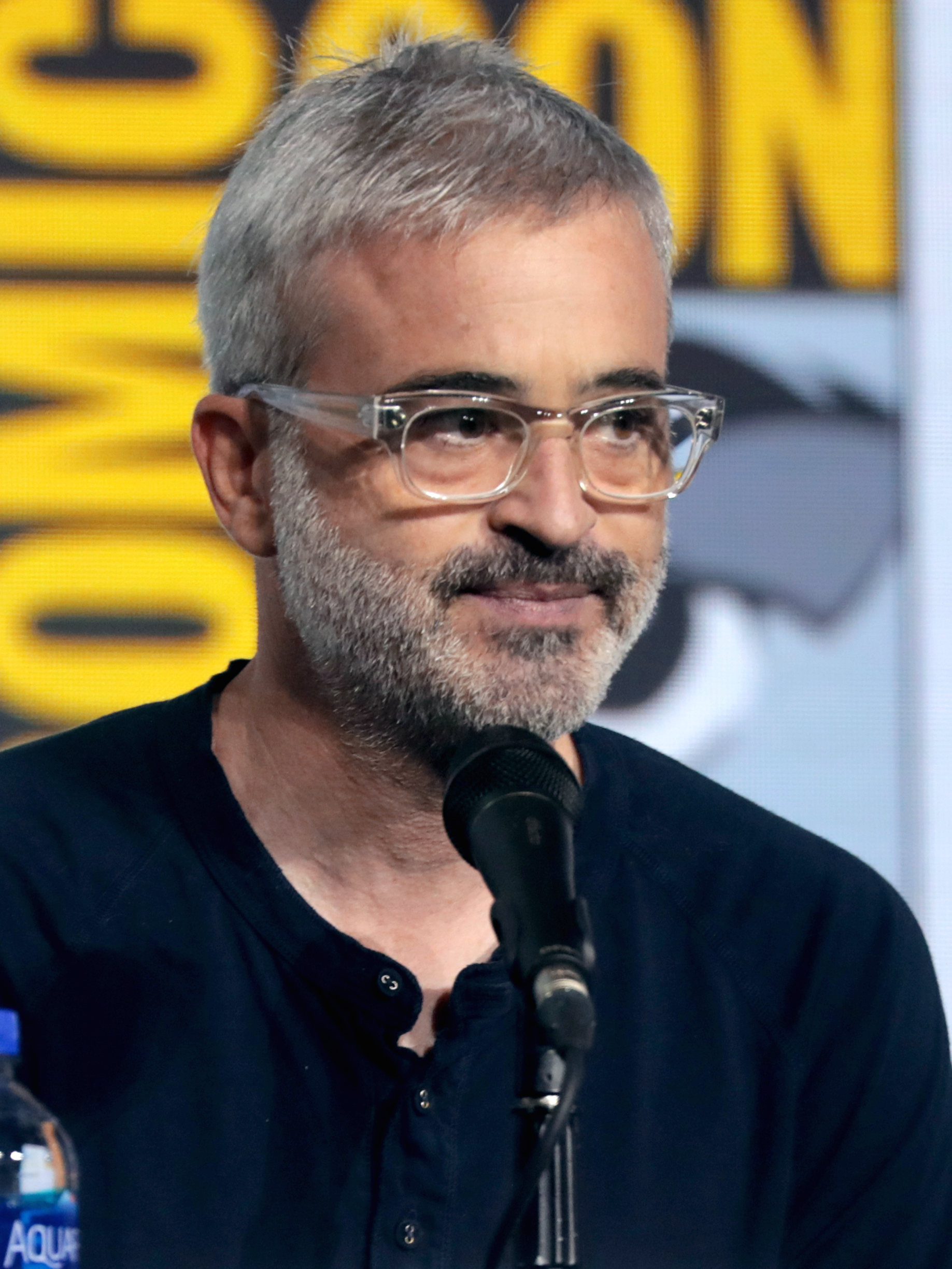
O produtor executivo Alex Kurtzman discutiu um episódio musical de Star Trek em 2020 e um crossover entre séries em 2021; ambas as ideias foram usadas na segunda temporada de Strange New Worlds

Os trabalhos na segunda temporada de Strange New Worlds começaram antes mesmo da primeira ir ao ar em maio de 2022. Esta tinha sido estruturada com episódios autônomos e arcos de personagem que duram a temporada, uma mudança em relação ao estilo mais serializado de Discovery. Os showrunners Akiva Goldsman e Henry Alonso Myers, sem saberem como esse novo estilo seria recebido pelos fãs, decidiram mantê-lo. Myers afirmou que a segunda temporada era mais ousada em diferenciar seus episódios com gêneros diferentes, enquanto Goldsman comentou que ela tinha algumas coisas que nunca tinham sido feitas em Star Trek antes. Além de Goldsman e Myers, os outros roteiristas da temporada foram Dana Horgan, David Reed, Kirsten Beyer, Davy Perez, Kathryn Lyn, Onitra Johnson e Bill Wolkoff. Gêneros abordados na temporada incluíram tragédia romântica com viagem no tempo em "Tomorrow and Tomorrow and Tomorrow", comédia em "Charades", história de guerra sombria e moralmente complexa em "Under the Cloak of War" e o primeiro musical da franquia Star Trek em "Subspace Rhapsody"; Kurtzman tinha discutido pela primeira vez a possibilidade de um musical em julho de 2020, mas para a antologia Star Trek: Short Treks. "Subspace Rhapsody" foi inspirado em "Once More, with Feeling" de Buffy the Vampire Slayer, descrito por Myers como "muito inteligente e profundo. Tem um grande coração", com a equipe chamando os músicos Kay Hanley e Tom Polce para escreverem dez canções para o episódio.
Myers disse que a segunda temporada iria retomar os "tópicos serializados" deixados pela primeira, incluindo a prisão de Una Chin-Riley, a morte de Hemmer e La'An Noonien-Singh tirando licença da USS Enterprise. Especificamente sobre Chin-Riley, Myers reconheceu que ele e Goldsman não sabiam como resolveriam a história quando a colocaram no final do último episódio da primeira temporada, mas os roteiristas criaram uma ideia "clássica de episódio de Trek" como resolução que deixou Myers feliz de ter adicionado o gancho. Como era esperado que Anson Mount, o ator de Pike, se tornasse pai no início das filmagens, o primeiro episódio "The Broken Circle" foi escrito para se focar no resto da tripulação. A explicação dada para a ausência do personagem foi que ele tinha ido recrutar um advogado para Chin-Riley. A história continua no segundo episódio, "Ad Astra per Aspera", que mostra o julgamento de Chin-Riley, continuando a tradição de episódios de Star Trek focados em tribunais.
A equipe se focou em criar personagens interessantes para os atores interpretarem e para o público assistir em vez de apenas fazerem referências para mídias anteriores da franquia. Goldsman afirmou que saber o ponto final das histórias dos personagens permitiu que os roteiristas elaborassem caminhos novos e interessantes para se chegar lá, incluindo ideias que não teriam se não estivessem restringidos pelo cânone existente. O episódio "Lost in Translation" mostra o primeiro encontro entre James T. Kirk, o capitão da Enterprise em The Original Series, com personagens importantes como Pike, Spock e Uhura. Kirk afirma em The Original Series que conheceu Pike quando este foi promovido à capitão de frota, com o episódio de Strange New Worlds mostrando Pike sendo temporariamente promovido para a patente, o que permitiu que a temporada se alinhasse com The Original Series ao mesmo tempo que o encontro foi movido para mais cedo na linha do tempo do que presumido. A primeira temporada fez referência às Guerras Eugênicas como acontecendo em meados do século XXI em vez de na década de 1990, como tinha sido estabelecido em The Original Series, com o episódio "Tomorrow and Tomorrow and Tomorrow" explicando que esses eventos moveram na linha do tempo por interferência de viajantes no tempo durante a Guerra Fria Temporal da série Star Trek: Enterprise. Goldsman afirmou que a explicação do mundo real para a mudança era para que o público ainda acreditasse que Star Trek se passava em um futuro "aspiracional".
Kurtzman levantou pela primeira vez em dezembro de 2021 a possibilidade de um crossover entre as séries de Star Trek que estava supervisionando, mas que para isto deveria existir um bom motivo de história para justificar. Reed na época também trabalhava na série The Boys, que tinha no elenco o ator Jack Quaid, dublador do alferes Brad Boimler na série de animação de comédia Star Trek: Lower Decks. Os dois discutiram um crossover entre suas séries de Star Trek, com Reed sugerindo a ideia para o resto dos roteiristas de Strange New Worlds. Kurtzman sugeriu a mesma ideia independentemente e eles decidiram seguir adiante. O episódio originalmente se focaria apenas em Boimler viajando do século XXIV para o século XXIII e encontrando a Enterprise, mas Mike McMahan, showrunner de Lower Decks, sugeriu que a alferes Beckett Mariner também aparecesse. McMahan se envolveu bastante no desenvolvimento do crossover e trabalhou nos diálogos dos personagens para que eles "parecessem mais Lower Decks".
Os roteiristas queriam revisitar a ameaça recorrente dos gorn, uma espécie alienígena semelhante a lagartos vista pela primeira vez em The Original Series e reimaginada para um público moderno na primeira temporada. Eles queriam representar um gorn adulto, algo que tinham evitado fazer até então, com os trabalhos de desenho necessários para realizar isto forçando a espécie a aparecer apenas no último episódio da temporada. Este termina em um final gancho surpresa inspirado no episódio "The Best of Both Worlds, Part I" de Star Trek: The Next Generation. Myers reconheceu que isto foi uma decisão arriscada já que naquela altura uma terceira temporada ainda não tinha sido confirmada.

### Seleção de elenco
Anson Mount, Ethan Peck e Rebecca Romijn estrelam a série como capitão Christopher Pike, oficial de ciências tenente Spock e primeira oficial tenente-comandante Una Chin-Riley, respectivamente. Também estrelam a série Jess Bush como enfermeira Christine Chapel, Christina Chong como oficial de segurança tenente La'An Noonien-Singh, Celia Rose Gooding como alferes Nyota Uhura, Melissa Navia como timoneira tenente Erica Ortegas e Babs Olusanmokun como doutor Joseph M'Benga.

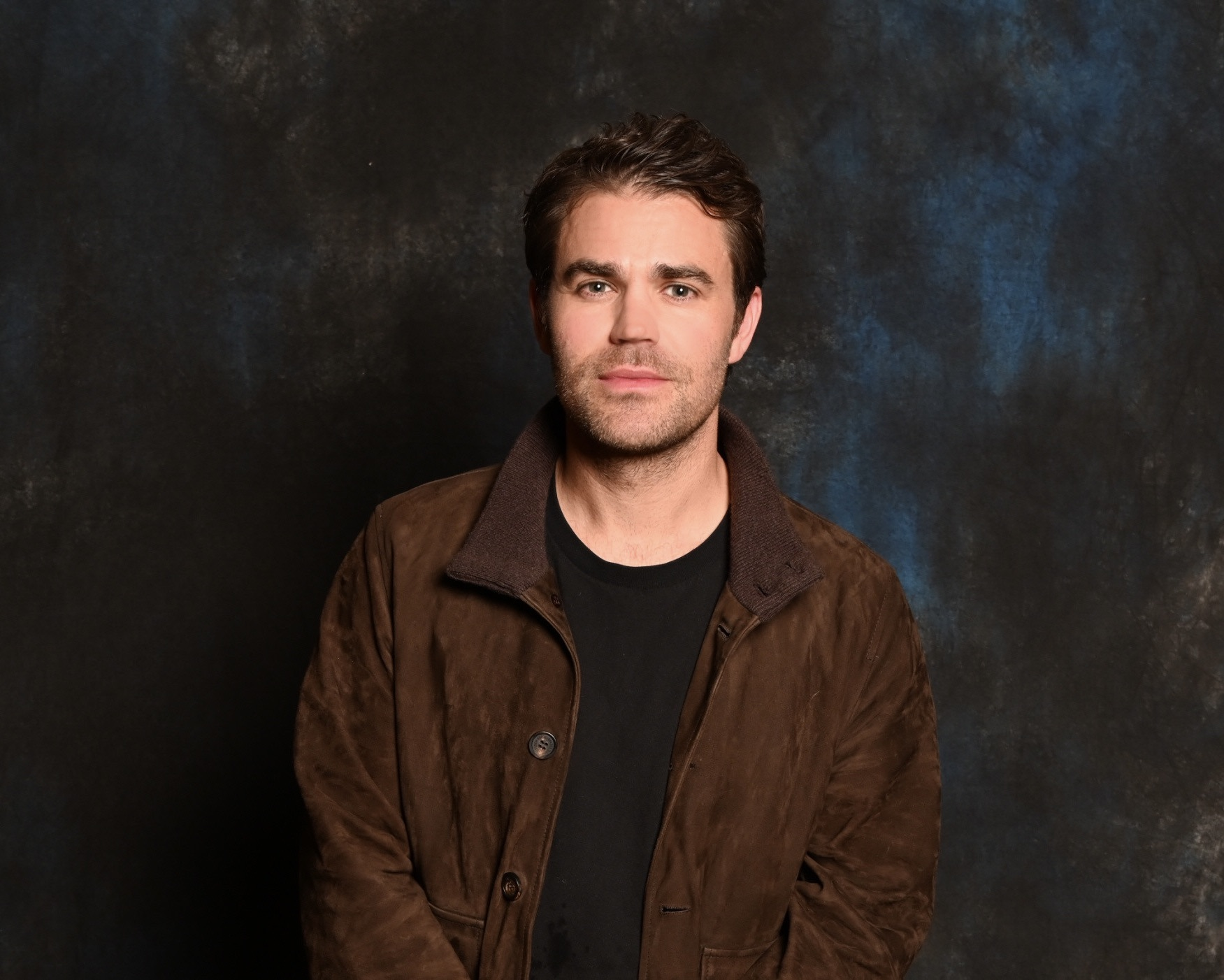
Paul Wesley voltou para a segunda temporada de Strange New Worlds como James T. Kirk em vários episódios depois de estrear na primeira temporada

Foi revelado em março de 2022 que Paul Wesley apareceria na segunda temporada como James T. Kirk, interpretado por William Shatner em The Original Series. Sua escolha foi anunciada antes da estreia da primeira temporada depois dele ter sido avistado filmando um episódio da segunda temporada em Toronto. Myers comentou que os roteiristas não queriam "deixar uma história na mesa" e decidiram explorar um jovem Kirk neste período depois de já terem explorado outros personagens de The Original Series como Spock, Uhura e Chapel. Vários atores fizeram testes para o papel, mas Goldsman e Myers não ficaram satisfeitos e foram falar com Wesley, lhe dando o papel depois de apenas uma conversa. O ator fez uma aparição surpresa no último episódio da primeira temporada interpretando uma versão alternativa do personagem em um futuro em potencial visitado por Pike. Ele interpretou uma outra versão alternativa de Kirk no episódio "Tomorrow and Tomorrow and Tomorrow" da segunda temporada, desta vez uma oriunda de linha do tempo mais sombria. Wesley não queria imitar a interpretação de Shatner, mas disse que sua versão do jovem Kirk na segunda temporada seria mais próxima da de Shatner do que as versões alternativas. Coincidentemente, Wesley já foi visinho de Shatner, com os dois por acaso estando em um mesmo voo na época que Wesley foi anunciado no elenco; Shatner deu sua benção para Wesley. A segunda temporada explora o relacionamento entre James T. Kirk e seu irmão Samuel Kirk, interpretado por Dan Jeannotte.
O personagem do engenheiro chefe Hemmer, interpretado por Bruce Horak, morreu na primeira temporada, mas o ator voltou na segunda temporada interpretando o personagem em uma gravação que Uhura assiste no episódio "Lost in Translation". Horak também interpretou o general klingon Garkog em "Subspace Rhapsody". A atriz Carol Kane entrou no elenco em setembro de 2022 como a personagem recorrente da engenheira chefe Pelia. A personagem é uma lanthanita, uma nova espécie alienígena criada para a série, que possui aparência humana mas com enorme longevidade. Kane escolheu criar um novo sotaque para Pelia que fosse diferente dos outros personagens de Strange New Worlds para que desta forma o público não pudesse descobrir da onde ela era. A atriz usou esse sotaque em uma leitura do roteiro do primeiro episódio realizado remotamente por Zoom, com os produtores gostando. O personagem Montgomery Scott, interpretado em The Original Series por James Doohan, fez uma breve aparição no último da primeira temporada apenas por voz no futuro em potencial visitado por Pike, com Myers explicando que isto foi feito dessa maneira porque os produtores ainda não estavam prontos para escolherem um novo ator para o papel. Scott faz sua primeira aparição completa em Strange New Worlds no último episódio da segunda temporada, "Hegemony", como um oficial de baixa patente e ex-estudante de Pelia, sendo interpretado pelo ator escocês Martin Quinn. Os sotaques escoceses para o personagem feitos pelo canadense Doohan e pelo inglês Simon Pegg, que interpretou Scott em três filmes da franquia, foram controversos com os fãs, assim Myers queria escolher um ator escocês de verdade. Ele avaliou de trinta a cinquenta atores diferentes até escolher Quinn.
Os dubladores Tawny Newsome e Jack Quaid de Lower Decks reprisaram seus papéis de alferes Beckett Mariner e alferes Brad Boimler no episódio "Those Old Scientists" de Strange New Worlds. Os dois apareceram tanto em animação quanto em live-action, enquanto os dubladores Noël Wells, Eugene Cordero e Jerry O'Connell também reprisaram seus papéis de D'Vana Tendi, Sam Rutherford e Jack Ransom apenas em animação; coincidentemente, O'Connell é o marido de Romijn. Outros atores que retornaram de outras séries de Star Trek nesta temporada foram Mia Kirshner como Amanda Grayson, personagem de The Original Series originalmente interpretada por Jane Wyatt e que Kirshner interpretou primeiro em Discovery; e Clint Howard, que já teve várias participações em Star Trek e nesta temporada interpretou Buck Martinez no episódio "Under the Cloak of War". Atores que retornaram da primeira temporada de Strange New Worlds em papéis recorrentes incluíram Adrian Holmes como almirante Robert April, Melanie Scrofano como a capitã Marie Batel e Gia Sandhu como T'Pring. Além disso, Rong Fu retornou como a oficial de operações Jenna Mitchell, Alex Kapp novamente fez a voz do computador da Enterprise e Noah Lamanna estreou como a chefe de transporte Jay, substituindo André Dae Kim como Kyle depois do ator ter ido estrelar a série Vampire Academy. Por fim, Desmond Sivan interpretou uma versão criança de Khan Noonien Singh, vilão de Star Trek antes interpretado por Ricardo Montalbán.

### Direção de arte
Trabalhos de direção de arte adicionais foram necessários durante a pré-produção para a tecnologia de produção virtual da série, envolvendo a criação de fundos digitais para serem exibidos na parede de vídeos de LED durante as filmagens. A companhia de efeitos visuais Pixomondo trabalhou com o departamento de arte para elaborar esses ambientes, com um departamento de artes visuais sendo criado especialmente para esta temporada. Além dos cenários construídos para a primeira temporada, a segunda temporada tem novos cenários para a Enterprise, como o bar, laboratório de ciências, sala da nacele e hangar. O diretor de arte Jonathan Lee descreveu o bar como o "nosso novo bebê", tendo sido construído para os tipos de cenas que foram filmadas no refeitório durante a primeira temporada. Um novo cenário foi criado porque o refeitório usava a produção virtual e desta forma exigia ambientes digitais criados para cada cena. Diferentemente, o bar não tem janelas. O cenário do tribunal em "Ad Astra per Aspera" foi inspirado no cenário do comando da Federação em Discovery. Lee adicionou nas paredes esculturas de alienígenas esculpidas à mão inspiradas em frisos dentro do Edifício da Suprema Corte dos Estados Unidos. O cenário também inclui uma versão atualizada da cadeira detetora de mentiras que apareceu no episódio "Court Martial" de The Original Series.
Como os personagens e uniformes da Frota Estelar já tinham sido estabelecidos na primeira temporada, a figurinista Bernadette Croft quis mostrar na segunda temporada o desenvolvimento de personagem por meio dos figurinos. Sua equipe teve aproximadamente duas semanas para se preparar para cada episódio, um período curto para episódios que necessitavam de figurinos drasticamente diferentes. Versões atualizadas dos uniformes de gala vistos no episódio "The Menagerie" de The Original Series foram criados para as cenas de tribunal de "Ad Astra per Aspera". Eles foram feitos do mesmo tecido que os uniformes normais e têm a mesma silhueta, porém com detalhes dourados ao redor dos colarinhos e para baixo na frente para ficarem iguais aos desenhos originais. As patentes são mostradas nos ombros, assim como nos uniformes de almirantes. Os uniformes de Lower Decks foram recriados em live action para "Those Old Scientists", também com o mesmo tecido dos outros uniformes mas sem as microimpressões para que assim se igualassem ao visual liso da série de animação. Os personagens do planeta minerador de Cajitar IV em "The Broken Circle" usam figurinos "áspero e arenoso" apropriados para a "cena de mercado de pulgas sujo e saibroso". Croft queria que eles estivessem cobertos de um "resíduo metálico cinza opaco". Ela afirmou que "Among the Lotus Eaters" foi o maior episódio para a equipe de figurinos, pois exigia que os figurinos no estilo medieval estivessem desgastados o bastante para parecerem que os trabalhadores de Rigel VII os estavam usando há anos sob o clima adverso extremo do planeta. Os figurinos dos guardas do episódio foram inspirados em armaduras mongóis.
A Legacy Effects criou as próteses e animatrônicos alienígenas. Apesar de um adulto gorn só ter aparecido em "Hegemony", a Legacy tinha criado o ciclo de vida completo para a espécie ainda na primeira temporada para que assim pudessem trabalhar do desenho de um adulto para trás até jovens e crias. O supervisor de próteses J. Alan Scott afirmou que a equipe queria respeitar a aparência dos gorn vista em The Original Series ao mesmo tempo que se igualassem às expectativas de como deveriam ser representados. Kurtzman ficou animado com a possibilidade elevar os gorn do original "cara em uma roupa de borracha" e deixá-los mais "vívidos e assustadores". Goldsman queria transformá-los em "verdadeiros monstros" que parecem irredimíveis, ajudando com a lição de The Original Series que "nós começamos vendo o outro e frequentemente terminamos envolvendo nossa empatia e compreendendo pontos em comum". Scott afirmou que o desafio foi criar desenhos monstruosos que ao mesmo tempo mostravam que esta era uma espécie inteligente e senciente com tecnologia avançada. Ele comparou os gorn com a representação dos velociraptor na franquia Jurassic Park, na qual ele também trabalhou. Os gorn em "Hegemony" usam uma traje de atividade extraveicular que esconde boa parte da aparência de um adulto, exceto a cabeça. A Legacy alterou os trajes depois de verem os desenhos das naves gorn na primeira temporada para se igualarem à tecnologia e movimentos "cair e rolar". O traje e a cabeça gorn foram construídos como uma fantasia de criatura para serem usada nas filmagens pelo dublê Warren Scherer. Ela foi aprimorada com efeitos visuais para os movimentos que a fantasia prática não podia fazer. Scott ficou animado para poder mostrar mais da aparência dos gorn em episódios futuros e explorar mais de sua tecnologia e idioma.
Os klingons aparecem pela primeira vez em Strange New Worlds nesta temporada, com a equipe escolhendo voltar a um visual mais parecido com séries e filmes de Star Trek anteriores em vez da versão bastante modificada feita para Discovery. Os produtores explicaram que queriam que sua série fosse mais próxima dos programas originais em todos os aspectos, não apenas com a aparência dos klingons, com novas próteses sendo criadas que eram mais fáceis de serem aplicadas do que aquelas usadas em Discovery. Myers comentou que "Eu gosto de imaginar que os klingons são uma espécie diversa, isto significando que há muitas aparências diferentes que os klingons têm".

### Filmagens
As filmagens começaram em 1º de fevereiro de 2022, ocorrendo no CBS Stages Canada em Mississauga no Canadá sob o título preliminar de Lily and Isaac. Glen Keenan retornou como o diretor de fotografia e teve a companhia de Benji Bakshi, com os dois alternando episódios. Esta temporada novamente usou câmeras Arri Alexa LF com lentes Anamórfica/i Special Flare da Cooke Optics. O diretor de produção Chris Fisher dirigiu o primeiro episódio. Ele e os produtores encorajaram os diretores e diretores de fotografia a abordarem cada episódio como um filme e usassem a Enterprise como um painel de sentimento das emoções do gênero do episódio em questão.
Bakshi sugeriu Valerie Weiss, com quem tinha trabalhado antes, como uma possível diretora e ela foi escolhida para o segundo episódio. Weiss tinha trabalhado em várias séries de tribunal e também assistiu episódios anteriores de Star Trek semelhantes, como "Court Martial", como pesquisa. A visita de Pike à colônia iliriana foi filmada em Toronto. Weiss e Bakshi garantiram que sempre existisse algo entre Chin-Riley e a câmera até que ela fosse depor, mostrando que ela não se abre até aquele momento. Eduardo Sánchez dirigiu o quarto episódio em fevereiro, tendo sido trazido no "último minuto" depois de outro diretor ter precisado sair da produção, tendo um mês e meio de preparação para seu episódio. Ele era um fã de longa data de Star Trek e ficou animado com o tom "velha guarda" de The Original Series e assim evitou movimentos de câmera no estilo moderno. As cenas externas foram filmadas na parede de vídeo, porém os produtores chegaram a considerar filmar a cena da pedreira em uma locação. Sánchez decidiu não fazer isso depois de avaliar possíveis locações, pois achou que elas não se encaixariam com as cenas no cenário virtual e causariam problemas de cronograma. Ele usou uma câmera de mão para a cena em que Ortegas perde suas memórias com o objetivo de mostrar seu estado mental. Isto foi inspirado em seu trabalho anterior no gênero de terror.
Amanda Row começou a dirigir o terceiro episódio por volta do dia 14 de março, com as filmagens ocorrendo por várias semanas em locações ao redor de Toronto; a escolha de Wesley como Kirk foi revelada quando ele foi avistado nas filmagens. Os produtores originalmente tinham a intenção de filmar em Nova Iorque, mas logo perceberam que isso seria muito caro. Eles então consideraram filmar em Toronto se passando por Nova Iorque, assim como muitas outras séries e filmes costumam fazer, por fim decidindo simplesmente fazer o episódio se passar em Toronto. Row e boa parte da equipe eram oriundos da cidade e ficaram animados por poderem representar Toronto no episódio. As locações de filmagem incluíram a Praça Yonge–Dundas, os bairros de Harbourfront e Port Lands, a Praça Pecaut, o Museu Real de Ontário e a sede do Conservatório Real de Música, com esta última representando o laboratório eugênico no final do episódio.
Jordan Canning dirigiu o quinto episódio e gostou especialmente dos elementos cômicos da história. Ela assistiu a primeira temporada e afirmou que "Spock Amok" era o "episódio irmão" de "Charades". Canning e Keenan planejaram com antecedência boa parte dos planos, mas uma abordagem que descobriram durante as filmagens foi enquadrar Spock por trás a fim de verem as reações dos outros personagens. Os dois encontraram vários momentos no episódio para usarem esse enquadramento, com Canning comparando isto ao estilo de direção de Joel e Ethan Coen.
Frakes tinha sido impedido de dirigir um episódio da primeira temporada porque a pandemia de COVID-19 impactou seu cronograma de direção em Star Trek: Picard, mas ele foi para Toronto na semana de 4 abril para começar a produção do sétimo episódio, que era o crossover com Lower Decks. Frakes achou que tinha sido escolhido especificamente para esse episódio porque ele já tinha antes aparecido em Lower Decks e também porque sua longa associação com a franquia alinhava-se com a quantidade de referências do episódio. As filmagens do episódio precisaram acomodar conflitos de cronograma de Quaid com The Boys e o filme Oppenheimer e de Newsome com a série Space Force. O cronograma de filmagem da primeira temporada e boa parte da segunda tinha sido difícil, com Peck afirmando que a chegada de Quaid e Newsome trouxe uma "energia barulhenta e divertida". Newsome admitiu ter acidentalmente quebrado vários elementos dos cenários da Enterprise porque não conseguia parar de tocar nas coisas. Peck e Quaid tinham se conhecido anos antes e "se deram muito bem", conquistando o apelido de "Spoimler" durante a gravação. Quaid estudou episódios de Lower Decks a fim de garantir que estava recriando corretamente os maneirismos e movimentos de Boimler, enquanto Newsome escolheu agir como si mesma já que era dessa forma que ela interpretava Mariner. Os produtores permitiram que Quaid e Newsome improvisassem em algumas cenas.
O sexto episódio foi dirigido por Dan Liu e as filmagens começaram na semana de 11 de abril, ainda estando em andamento até o final do mês. O episódio inclui o primeiro encontro entre Spock e Kirk, um momento significativo para a franquia Star Trek ao se considerar o quão importante o relacionamento dos dois é para outros projetos. Peck e Wesley discutiram bastante o momento e escolheram interpretá-lo como um encontro de "apenas outro oficial da Frota Estelar", pois os personagens ainda não sabem da significância desse encontro. O roteirista Davy Perez se inspirou nos episódios "A Private Little War" de The Original Series e "The Siege of AR-558" de Star Trek: Deep Space Nine para escrever o oitavo episódio, com o diretor Jeffrey W. Byrd querendo levar essas influências para a tela. Ele se inspirou em filmes de guerra e pesquisou equipes de operações secretas reais. Byrd queria imergir o público na história por meio de vários planos fechados. Ele trabalhou com Perez, Bush e Olusanmokun nos detalhes das cenas de guerra, incorporando sugestões dos atores baseadas nas pesquisas que eles próprios fizeram sobre médicos de combate. Byrd decidiu filmar a luta climática entre M'Benga e o embaixador Dak'Rah de várias maneiras diferentes, com os produtores escolhendo na edição usar uma versão em que a luta é obscurecida por um vidro opaco.
Dermott Downs foi contratado para o episódio musical depois de dirigir outro episódio musical em The Flash. Ele começou a trabalhar duas semanas antes do período normal de preparação, o que lhe deu tempo extra para planejar cada sequência musical com o coreógrafo Roberto Campanella. Uma das ideias foi uma sequência em gravidade zero entre Chin-Riley e La'An, inspirado no filme Wòhǔ Cánglóng, mas ela precisou ser reduzida por restrições do cenário. Para a canção emocional de La'An, o diretor concebeu uma sequência da personagem se imaginando em um campo com Kirk, algo que ele comparou com The Sound of Music. Fisher sugeriu que filmassem uma sequência diferente no quarto de hotel do terceiro episódio já que Row estava na época realizando filmagens adicionais para essa cena. Downs inicialmente ficou relutante em aceitar as alterações, mas acabou achando que a versão do hotel era "íntima e mágica e romântica". O último episódio foi dirigido por Maja Vrvilo, com as filmagens terminando em 1º de julho.

### Efeitos
A Pixomondo, além de trabalhar na tecnologia de produção virtual, também criou os efeitos visuais tradicionais para a temporada. Outras empresas de efeitos visuais envolvidas incluíram a Crafty Apes, Ghost VFX, FX3X, Vineyard VFX, Boxel Studio, Barnstorm VFX e Storm Studios. O supervisor de efeitos visuais Jason Zimmerman afirmou que a abordagem em Strange New Worlds foi tentar encontrar um "meio-termo feliz" entre tirar proveito das mais avançadas tecnologias de efeitos visuais ao mesmo tempo que tentavam se manter fiéis ao visual e efeitos de The Original Series. A Ghost VFX trabalhou em diferentes ambientes e criaturas alienígenas, incluindo em "Hegemony". O traje prático gorn da Legacy foi aprimorado com animação facial, baba e respiração digitais, sendo substituído completamente por uma versão digital em algumas tomadas. Zimmerman afirmou que o último episódio da temporada foi um desafio técnico mas também um de seus favoritos da série, destacando a sequência em gravidade zero com um gorn dentro da nave destruída. As tomadas interiores dessa sequência necessitaram de ampliações digitais, enquanto os exteriores foram completamente digitais.
McMahan se envolveu nas partes animadas do episódio crossover, que usaram o mesmo estilo de animação usado em Lower Decks e foram feitas pelo estúdio Titmouse, o mesmo da série. McMahan também dirigiu os dubladores no episódio. Além dos segmentos animados com os personagens de Lower Decks, "Those Old Scientists" também tem uma versão dos créditos principais da série no mesmo estilo animado e além de uma cena final em que a tripulação da Enterprise é animada no mesmo estilo.

## Lançamento

### Divulgação
A temporada foi discutida em julho de 2022 durante um painel na San Diego Comic-Con, durante o qual o crossover com Lower Decks também foi anunciado. Outro painel ocorreu em 8 de setembro, durante o qual a participação de Kane foi anunciada e um clipe exibido. O primeiro teaser trailer estreou em abril de 2023.  Um trailer completo foi lançado no mês seguinte junto com o pôster e um clipe do julgamento de Chin-Riley. Bush participou em junho de um painel chamado "Como a Ficção Científica Impactou a Exploração e Política Espacial", realizado no Complexo de Visitantes do Centro Espacial Kennedy e tendo a presença de Morgan Gendel, roteirista de The Next Generation e Deep Space Nine. Um vídeo de Mount lendo uma mensagem da NASA para o elenco e equipe de Strange New Worlds também foi mostrado. Pouco depois deste evento, Gooding, Navia, Romijn e Peck fizeram uma aparição na MCM Comic Con London. Tecnologia da companhia canadense ARHT foi usada para que os quatro aparecessem como "hologramas" no palco de Londres, mesmo com Gooding e Navia estando em Nova Iorque e Romijn e Peck em Los Angeles. Outro painel na San Diego Comic-Con ocorreu em julho, mas os membros do elenco não compareceram por conta da greve da SAG-AFTRA de 2023. O episódio crossover "Those Old Scientists" foi exibido no painel, enquanto o episódio musical "Subspace Rhapsody" foi anunciado com um trailer e pôster. Este último foi inspirado em pôsteres clássicos de filmes musicais de Hollywood.

### Transmissão
A segunda temporada de Strange New Worlds estreou em 15 de junho de 2023 no serviço de streaming Paramount+ nos Estados Unidos, Reino Unido, Austrália, América Latina, Brasil, França, Itália, Alemanha, Suíça e Áustria. Esperava-se que os dez episódios fossem exibidos semanalmente até 17 de agosto. O sétimo episódio, "Those Old Scientists", teve sua estreia antecipada para 22 de julho e os episódios restantes foram consequentemente adiantados em uma semana, assim o último episódio foi ao ar em 10 de agosto. A temporada foi inicialmente lançada no Canadá pela Bell Media no canal CTV Sci-Fi Channel e em seguida no serviço de streaming Crave, na Nova Zelândia foi transmitida no canal TVZ e na Índia no serviço de streaming Voot, enquanto em outros países europeus foi disponibilizada por meio da SkyShowtime, um serviço de streaming combinado entre a Paramount+ e o Peacock. Todo conteúdo de Star Trek foi removido do Crave em agosto de 2023 e Strange New Worlds foi transferido para a Paramount+ do Canadá. A série mesmo assim continuou a ser exibida no CTV Sci-Fi Channel e permaneceu disponível na CTV.ca e no aplicativo da CTV.

### Mídia caseira
A segunda temporada de Strange New Worlds foi lançada nos formatos DVD, Blu-ray e steelbook limitado em 5 de dezembro de 2023 nos Estados Unidos. Estes lançamentos continham mais de duas horas de materiais extras de bastidores, incluindo cenas deletadas e alternativas, mais documentários sobre os objetos de cena, figurinos, locações e os gorn. A versão de steelbook também vinha com um mini pôster de "Subspace Rhapsody" e imãs de geladeira no formato de alguns personagens.